# Wolfsgraben (Altmühl)
Der Wolfsgraben ist ein Altwasser verbindender Auengraben der Altmühl auf dem Gebiet der Gemeinde Theilenhofen im mittelfränkischen Landkreis Weißenburg-Gunzenhausen. Er entwässert das ufernahe, flache, linke Überschwemmungsgebiet des Flusses.
Er beginnt auf einer Höhe von 412 m ü. NHN südöstlich von Windsfeld und südwestlich von Wachstein und zieht sich auf etwa 1,8 Kilometern Länge in südwestliche Richtung parallel zur Altmühl durch die weite Offenlandschaft der breiten Talaue. Er nimmt das Wasser des Wachsteiner Bachs und des Weidachgrabens auf, beides ursprüngliche Altmühlzuflüsse. Eine erste Verbindung mit der Altmühl befindet sich unweit der Mündung des Weidachgrabens nach einem Lauf von etwa einem Kilometer (Lage). Die zweite und letzte Verbindung befindet sich nordwestlich von Gundelsheim an der Altmühl auf einer Höhe von 411 m ü. NHN.
Das Gewässer überwindet wie auch die parallel verlaufende Altmühl einen Höhenunterschied von nur einem Höhenmeter, weswegen das Wasser sehr langsam abfließt. Nach starken Regenfällen wird die Landschaft von den Wassermassen der Altmühl überschwemmt.